# ویلفرد لاوسون
ویلفرد لاوسون (انگلیسی: Wilfrid Lawson (actor)؛ ۱۴ ژانویهٔ ۱۹۰۰ – ۱۰ اکتبر ۱۹۶۶) هنرپیشه اهل بریتانیا بود.
از فیلم‌هایی که وی در آن نقش داشته است، می‌توان به تام جونز، فرصتی برای پیشرفت و جنگ و صلح اشاره کرد.
برادر او بازیگر فرعی جرالد لاوسون (متولد برنارد ورسنوپ، 30 آوریل 1897 - 6 دسامبر 1973) و برادرزاده او بازیگر برنارد فاکس (متولد برنارد لاوسون، 10 مه 1927 - 14 دسامبر 2016) بود.